# Алі Мруджає
Алі Мруджає (2 серпня 1939 — 2 травня 2019) — коморський політик, третій голова уряду Коморських Островів.

## Політична кар'єра
Після державного перевороту, здійсненого Бобом Денаром, Ахмед Абдаллах доручив Мруджає очолити міністерство закордонних справ. У лютому 1982 року очолив уряд як голова Коморського союзу за прогрес. 2002 року знову брав участь у виборах, але програв їх, виборовши лише 4,2 % голосів виборців.